# Guilherme Parede Pinheiro
Guilherme Parede Pinheiro (Nova Andradina, 19 settembre 1995) è un calciatore brasiliano, centrocampista o attaccante del Vila Nova.

## Caratteristiche tecniche
È un'ala destra che può essere schierato anche come esterno sinistro di centrocampo.

## Palmarès

### Competizioni statali
- Campionato Goiano: 1

Vila Nova: 2025